# Трентино-Алто Адидже/Южен Тирол
Трентино-Алто Адидже/Южен Тирол (на италиански: Trentino-Alto Adige, Трентино Алто Адидже, на немски: Trentino-Südtirol, Трентино-Сюдтирол, на реторомански: Trentin-Südtirol, официално название: Regione Autonoma Trentino-Alto Adige/Südtirol) е административен регион в Италия, който се ползва със специален автономен статут. Районът е откъснат от Австро-Унгария по силата на Сен-Жерменския договор през 1919 година. Има население от 1 067 648 души (по приблизителна оценка от декември 2017 г.).

## География
Трентино-Алто Адидже (Трентино-Южен Тирол) е автономна област в Североизточна Италия, граничеща с Австрия и Швейцария. На площ от над 13 600 км² живеят над един милион души. Релефът на областта е преобладаващо планински. Тук се простират Източните Алпи. Те са набраздени от многобройни долини, през които текат реки. Тази част на Италия е една от туристическите дестинации на страната, където могат да се практикуват зимни спортове. Тук се намира курорта Мадона ди Кампилио. Организират се състезания от Световната купа по ски алпийски дисциплини. Умереният относително влажен климат се променя с увеличаването на надморската височина. Променя се и растителността. По върховете на планините властват вечни снегове и ледници. Тук се намира и националния парк „Стелвио“.

## Икономика
- Селско стопанство: пшеница, лозарство, овощарство и зеленчукопроизводство (млечна промишленост), лесовъдство.
- Промишленост: машиностроене (метални изделия, прецизна апартура), хранително-вкусова промишленост, мебелна промишленост, строителни материали (цимент), ВЕЦ.
- Туризъм: множество трасета за пешеходен туризъм.